# Каталонские земли
Катало́нские стра́ны или катало́нские зе́мли, также стра́ны катала́нского языка́ (кат. Països Catalans) — территории распространения каталанского языка, прилегающие к западному побережью Средиземного моря. Исторически делились на более мелкие административно-территориальные единицы, именуемые вегериями.

## Состав
Зона распространения каталанского языка включает территории на северо-востоке Испании, на юге Франции и на итальянском острове Сардиния, а также в Андорре.
- Испания:
  - Каталония
  - Балеарские острова
  - Валенсия
  - Франжа — прилегающая каталаноязычная полоса территории Арагона
  - Эль-Карче — прилегающий с юга участок Мурсии
- Андорра
- французский департамент Восточные Пиренеи
- город Альгеро на Сардинии (альгерский диалект)

Северный предел распространения каталанского языка символизирует сооружение, именуемое «воротами каталонских земель».

## История
Согласно данным Большой каталанской энциклопедии, идея объединения территорий, на которых говорили на каталанском языке, относится к XII веку. В Средние века на этих землях существовало несколько государственных образований — графство Барселона, графство Руссильон, королевство Майорка, королевство Валенсия и другие. После неудачной Каталонской революции 1640—1652 годов эти земли были поделены между Францией и Испанией соответственно соглашению по Пиренейскому миру.

## Возникновение и значение термина
В XIX веке использовались сочетания «каталанские земли» (кат. terres catalanes), «земля каталанского языка» (кат. terra de llengua catalana), «каталанская отчизна» (кат. pàtria catalana). Форма «каталанские страны» (кат. Països Catalans) появилась в 1886 году в статье Жозефа-Нарциса Рока и Фаррераса (кат. Josep-Narcís Roca i Farreras) в журнале L’Arc de Sant Martí. После термин использовался в журналах «Каталония» — в 1900 году, Catalònia и в 1903 году, Catalunya.
Политическое звучание понятие обрело в 30-х годах XX века благодаря партии Демократический союз Каталонии в рамках политического проекта «Великая Каталония» (кат. Catalunya Gran), идея которого была унаследована из публикаций журнала «Возрождение» (кат. Renaixença), издававшегося с 1871 по 1905 год. Поэтому употребление сочетаний «каталонские земли», «каталанские страны» в смысле политических образований относительно территорий распространения каталанского языка является анахронизмом. Под понятием «каталанские страны» подразумеваются не государства, а территории, исторически взаимосвязанные общим языком и культурой.
В 60-х годах XX века некоторые писатели, особенно Жуан Фустер, стали авторами новой концепции Великая Каталония, которая должна включить все территории распространения каталанского языка. Термин вошёл в употребление в послевоенное время, возможно, по аналогии с устоявшимся понятием «баскские земли». В Испании он воспринимается неоднозначно из-за угрозы каталонского сепаратизма.
Во избежание эскалации каталонского сепаратизма Конституция Испании 1978 года установила запрет на политические объединения автономных сообществ (Статья 145, п. 1.). Тем не менее между каталанскими странами осуществляется ряд проектов межрегионального сотрудничества.